# Haláčovce

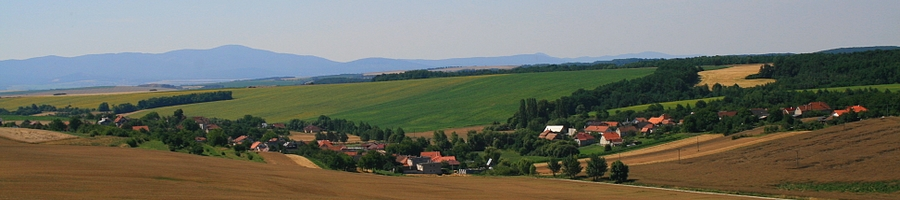
Haláčovce

Haláčovce (Hongaars: Halács) is een Slowaakse gemeente in de regio Trenčín, en maakt deel uit van het district Bánovce nad Bebravou.
Haláčovce telt 350 inwoners.